# エミリアーナ・コンチャ・デ・オッサ
エミリアーナ・コンチャ・スベルカソー（Emiliana Concha Subercaseaux, 1862年2月21日 バルパライソ - 1905年10月15日 ローザンヌ）は、チリの富豪の女子相続人。19世紀後半のパリ社交界の花形の1人で、画家ジョヴァンニ・ボルディーニのモデル、ミューズとしても知られた。

## 生涯
チリ最大の葡萄酒会社コンチャ・イ・トロの創業者で大蔵大臣を務めたメルチョル・コンチャ・イ・トロと、その妻エミリアーナ・スベルカソー・ビクーニャの間の次女として生まれた。父方はスペイン統治期の総督を出し、爵位を授けられた名門サンティアゴ・コンチャ家の末裔、母方の曾祖父はチリ暫定大統領を務めたフランシスコ・ラモン・ビクーニャ、母方の叔父は外務大臣で画家のラモン・スベルカソー・ビクーニャである。
パリで育ち、幅広い教養を身に付け、数か国語を自由に操り、芸術に関心が深かった。1889年6月16日にルイス・グレゴリオ・オッサ・ブラウン（Luis Gregorio Ossa Browne）と結婚し、間に2人の子供をもうけた。高名な肖像画家ジョヴァンニ・ボルディーニに絵画制作を習い、ボルディーニのお気に入りの肖像モデル、ミューズとなった。肺炎に罹り、スイスのサナトリウムで死去した。
ボルディーニの描いたエミリアーナの肖像画には以下のものがある。

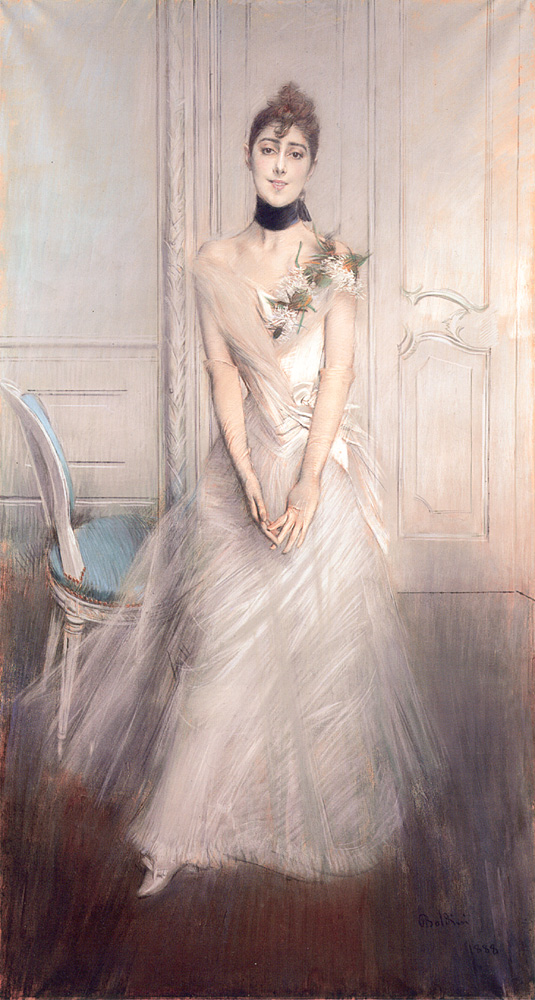
エミリアーナ、1888年
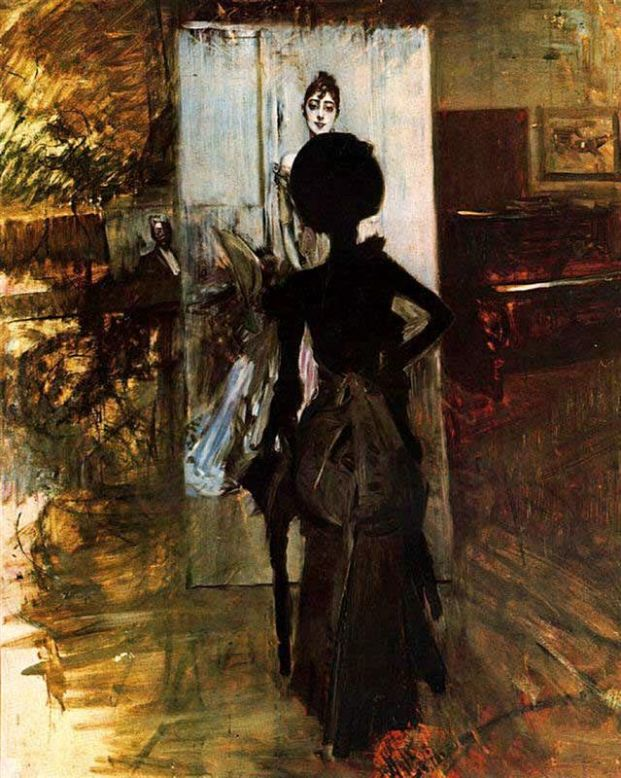
自分の肖像を見つめる黒いドレスのエミリアーナ、1888年
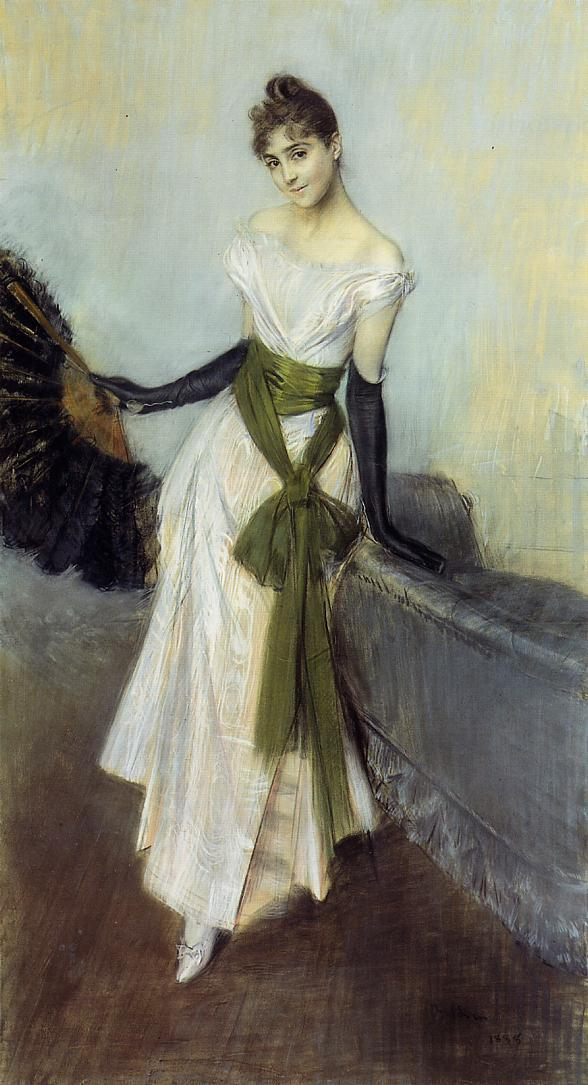
扇子を持つエミリアーナ、1888年

## 引用
1. 1 2  “GENEALOGIA DE LA FAMILIA CONCHA”. http://www.genealog.cl. 2012年9月13日閲覧。